# Ludwig Schön (Märtyrer)
Ludwig Schön (* 19. Mai 1883 in Lechbruck am See; † 28. April 1945 in Burghausen) war ein deutscher römisch-katholischer Oberwerkmeister und Märtyrer.

## Leben
Im Rahmen der Freiheitsaktion Bayern kam es in den Wacker-Werken in Burghausen (zeitgleich zu den Ereignissen in Altötting) am 28. April 1945 zu einem Aufstand gegen die Nationalsozialisten, der wie in München und Altötting zusammenbrach. Ludwig Schön wurde zusammen mit Josef Stegmair und Jakob Scheipel als einer der Rädelsführer erschossen. Ebenso wie die Bürgermorde von Altötting gehört das Ereignis zu den sogenannten Endphaseverbrechen.

## Gedenken
Die deutsche Römisch-katholische Kirche hat Ludwig Schön als Märtyrer aus der Zeit des Nationalsozialismus in das deutsche Martyrologium des 20. Jahrhunderts aufgenommen. Seit 1946 steht im Vorgarten des Gebäudes der Werkleitung der Wacker Chemie ein Mahnmal mit den Namen der drei Opfer. Seit 2013 erinnert in Burghausen eine Gedenkstätte an sie. In Burghausen trägt die Ludwig-Schön-Straße seinen Namen.